# J. W. Childs Associates
JW Childs Associates LP ( JWC ) es una empresa de capital privado estadounidense centrada en transacciones de compra palanca y recapitalización para empresas de crecimiento del mercado medio. JWC pone especial énfasis en productos de consumo, asistencia sanitaria y empresas minoristas especializadas.
La empresa tiene su sede en Waltham, Massachusetts, y fue fundada en 1995 por el inversor de compraventa de empresas John W. Childs, que antes fue el socio número dos de la firma de capital privado de gran capitalización de Boston Thomas H. Lee Partners.

## Historia
La empresa fue fundada en 1995 por el inversor de compra-palanca John W. Childs después de una separación de Thomas H. Lee. Antes de fundar JW Childs Associates, entre 1987 y 1995 Childs había sido director general y posteriormente director general senior de Thomas H. Lee Partners (THL). Mientras estaba en THL, Childs había ayudado a negociar las compras de Snapple Beverages y Ghirardelli Chocolate Company, junto con otras de las mayores inversiones de la firma. Desde 1971 hasta 1987, Childs había ocupado varios cargos de inversión en la Prudential Insurance Company of America
JW Childs completó una serie de grandes adquisiciones apalancadas, incluyendo las adquisiciones de varias empresas, entre las más importantes cabe citar Nutrasweet, Chevy's, Empire Kosher, Equinox Fitness, South Beach Beverage Company y Edison Schools.
Además, la empresa ha recaudado aproximadamente 3.100 millones de dólares en compromisos de inversores en tres fondos de capital privado :
- W Childs Equity Partners (1995): 352 millones de dólares
- JW Childs Equity Partners II (1998) - 983 millones de dólares
- JW Childs Equity Partners III (2002) - 1.750 millones de dólares
- JW Childs Equity Partners IV: captación de fondos fallida en 2007 (objetivo de 2.500 millones de dólares)

La empresa comenzó con "premarketing" de su cuarto fondo de capital privado a principios de 2006, con un objetivo de 2.500 millones de dólares. Sin embargo, a mediados de 2007, JW Childs decidió aplazar el proceso de recaudación de fondos porque los inversores institucionales estaban demostrando ser menos receptivos a la oferta de lo esperado. El rendimiento de dos de los fondos anteriores de la empresa fue inferior a la media de los respectivos años y muchos profesionales de la inversión renunciaron a la empresa. Además, el entorno de captación de fondos para las empresas de capital privado se hizo cada vez más difícil con el inicio de la crisis crediticia de 2007-2008. 
En marzo de 2008, tras la fallida recaudación de fondos para JW Childs Equity Partners IV, JWC se registró en la Securities and Exchange Commission para una OPI de 200 millones de dólares de JW Childs Acquisition I Corp. , una empresa de adquisición con fines especiales (SPAC) que cotiza en bolsa.  Varios profesionales de la compra "a la baja" han ido detrás de SPAC (sobre todo Thomas O. Hicks, antes de Hicks Muse Tate & amp; Furst ) para recaudar capital cuando el mercado institucional corriente no es receptivo. 